# Норт Хамптон (Охајо)
Норт Хамптон (енгл. North Hampton) град је у америчкој савезној држави Охајо.

## Демографија
По попису из 2010. године број становника је 478, што је 108 (29,2%) становника више него 2000. године.
| Група             | 2000.       | 2010.       |
| Белци             | 359 (97,0%) | 459 (96,0%) |
| Афроамериканци    | 0 (0,0%)    | 0 (0,0%)    |
| Азијати           | 3 (0,8%)    | 1 (0,2%)    |
| Хиспаноамериканци | 0 (0,0%)    | 5 (1,0%)    |
| Укупно            | 370         | 478         |